# U cihelny
U cihelny je přírodní památka u obce Hazlov v okrese Cheb, která byla vyhlášena v roce 1979. Předmětem ochrany je klasické naleziště egeranu (vesuvianu). Chráněné území je ve správě Krajského úřadu Karlovarského kraje.

## Popis oblasti
Lokalita se nachází ve svahu nad pravým i levým břehem Hazlovského potoka asi 1 km severně od Hazlova. Přístup k lokalitě je od nedalekého areálu golfového hřiště, a to k části nad levým břehem, kde je možné si prohlédnout skalní výchoz. Lokalita je také přístupná od osamocených domů za Hazlovem, kde se směrem na Aš křižuje trať se silnicí. Tam kdysi stávala cihelna (Ziegelhütte), proto pojmenování "U cihelny". Zarostlou cestou lze dojít k části lokality nad pravým břehem, kde jsou k vidění zřetelné pozůstatky po starší činnosti sběratelů minerálů. Vzácné nerosty byly v oblasti pozorovány a popisovány Kašparem Šternberkem a Johannem W. Goethem, který Chebsko několikrát navštívil. Egeran mu natolik učaroval, že o něm napsal báseň.[zdroj?]

## Vesuvian - egeran

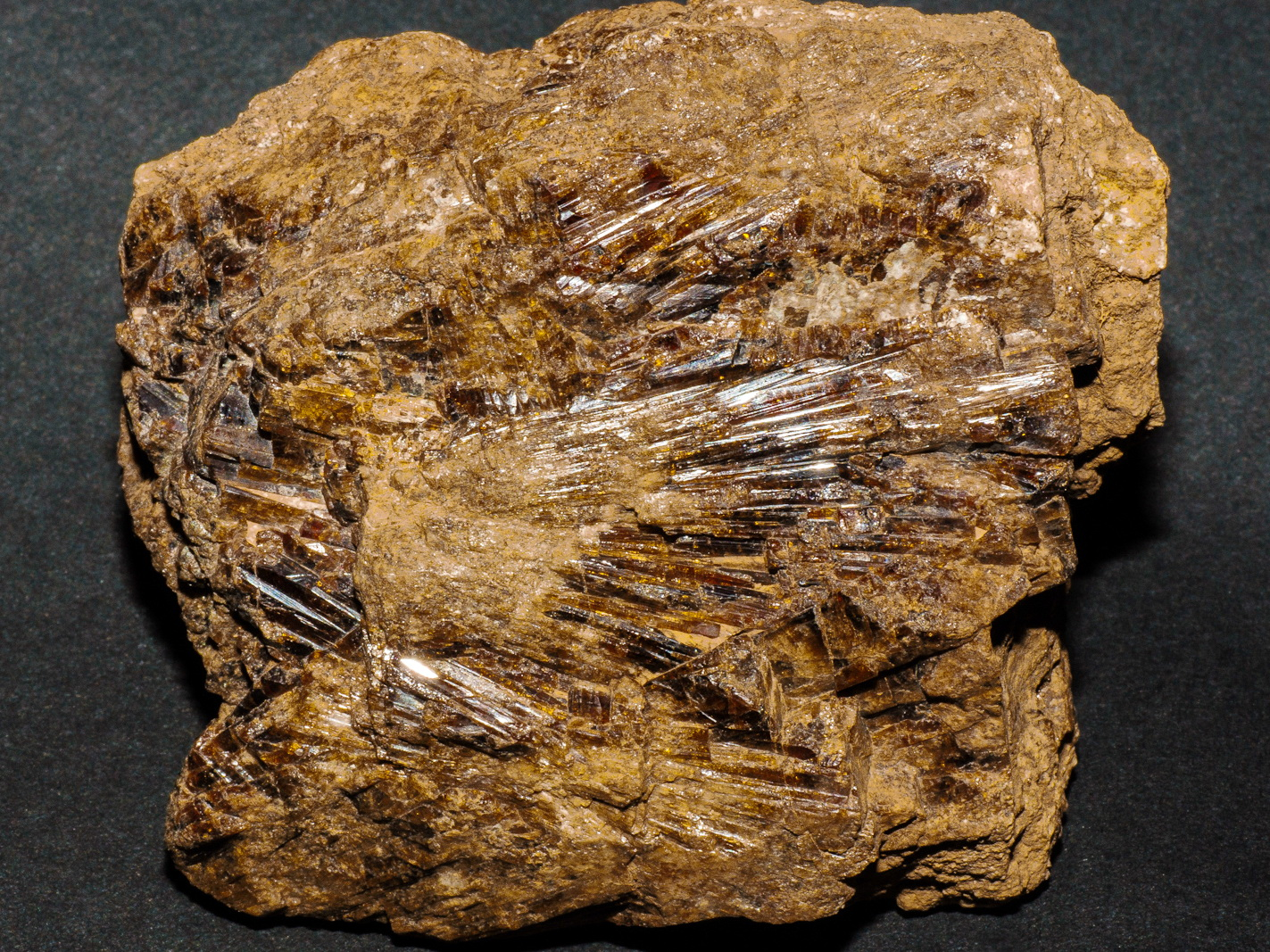
vesuvian z lokality U cihelny - sběr 1975

Vesuvian získal svůj název podle Vesuvu, odkud jej poprvé popsal v roce 1795 německý mineralog A.G. Werner. Vesuvian je typickým minerálem kontaktně metamorfovaných vápenato-silikátových rohovců (erlanů) a skarnů. Jeho starší synonymum je idokras. Jedná se o složitý alumosilikát, který krystaluje v čtverečné soustavě. Nejčastější barvou je hnědá, hnědozelená, zelená, méně často bílá, růžová, žlutá, červená, černá, fialová či modrá. Stébelnaté agregáty se nazývají egeran . Egeran byl pojmenován podle německého názvu Chebu (Eger) . Egeran byl nejdříve popsán a pojmenován jako samostatný nový minerál hrabětem Kašparem Šternberkem v roce 1822, ale již dříve byl popsán minerál vesuvian, stejného složení jako egeran. V mezinárodní klasifikaci je vesuvian řazen k sorosilikátům, ale odrůda egeran, ani synonymum idokras se od poloviny 20. století v mezinárodní klasifikaci minerálů nepoužívají . Název egeran tedy zůstává jen jako lokální pojmenování . Pojem egeran se používá pro paprsčitě stébelnatou odrůdu vesuvianu. Egeran u Hazlova se vyskytuje ve vápenato-silikátovém rohovci (erlanu). Erlan zde vzniknul přeměnou krystalických vápenců na kontaktu s žulou smrčinského masivu. Vesuvian - egeran tvoří v erlanu nejčastěji hnědožluté, radiálně stébelnaté agregáty  . Velký exemplář egeranu je k vidění v chebském muzeu..